# Graeme Revell
Graeme Revell (Auckland, 23 ottobre 1955) è un compositore e pianista neozelandese, autore di colonne sonore cinematografiche e di videogiochi.

## Biografia
Revell è un suonatore di corno e pianista per professione, ma si è laureato all'Università di Auckland con specializzazione in economia e politica. Ha lavorato come pianificatore regionale in Australia ed Indonesia e come amministratore in un ospedale psichiatrico in Australia. Successivamente fondò la band SPK (che deriva dal Sozialistisches Patientenkollektiv, un collettivo di pazienti psichiatrici di sinistra nella Germania dell'inizio degli anni settanta), un gruppo di musica Industrial, degli anni settanta e ottanta, che dirigeva, suonando la tastiera e la batteria.

## Filmografia

### Compositore

#### Cinema
- Ore 10: calma piatta (Dead Calm), regia di Phillip Noyce (1989)
- I figli del fuoco (Spontaneous Combustion), regia di Tobe Hooper (1990)
- La bambola assassina 2 (Child's Play 2), regia di John Lafia (1990)
- L'ultimo carico d'oro (Till There Was You), regia di John Seale (1990)
- Deadly, regia di Esben Storm (1991)
- Fino alla fine del mondo (Bis ans Ende der Welt), regia di Wim Wenders (1991)
- La mano sulla culla (The Hand That Rocks the Cradle), regia di Curtis Hanson (1992)
- Sola con l'assassino (Love Crimes), regia di Lizzie Borden (1992)
- Tracce di rosso (Traces of Red), regia di Andy Wolk (1992)
- Body of Evidence, regia di Uli Edel (1993)
- Boxing Helena, regia di Jennifer Lynch (1993)
- Occhi per sentire (Hear No Evil), regia di Robert Greenwald (1993)
- La ragazza della porta accanto (The Crush), regia di Alan Shapiro (1993)
- Così lontano così vicino (In weiter Ferne, so nah!), regia di Wim Wenders (1993) - non accreditato
- Senza tregua (Hard Target), regia di John Woo (1993)
- Killer Machine (Ghost in the Machine), regia di Rachel Talalay (1993)
- Il corvo - The Crow (The Crow), regia di Alex Proyas (1994)
- Fuga da Absolom (No Escape), regia di Martin Campbell (1994)
- S.F.W. - So Fucking What, regia di Jefery Levy (1994)
- Street Fighter - Sfida finale (Street Fighter), regia di Steven E. de Souza (1994)
- Ritorno dal nulla (The Basketball Diaries), regia di Scott Kalvert (1995)
- Tank Girl, regia di Rachel Talalay (1995)
- Power Rangers - Il film (Mighty Morphin Power Rangers: The Movie), regia di Bryan Spicer (1995)
- Strange Days, regia di Kathryn Bigelow (1995)
- Legame mortale (The Tie That Binds), regia di Wesley Strick (1995)
- Killer - Diario di un assassino (Killer: A Journal of Murder), regia di Tim Metcalfe (1995)
- Dal tramonto all'alba (From Dusk Till Dawn), regia di Robert Rodriguez (1996)
- In corsa con il sole (Race the Sun), regia di Charles T. Kanganis (1996)
- Giovani streghe (The Craft), regia di Andrew Fleming (1996)
- Inseguiti (Fled), regia di Kevin Hooks (1996)
- Il corvo 2 (The Crow: City of Angels), regia di Tim Pope (1996)
- Il Santo (The Saint), regia di Phillip Noyce (1997)
- Spawn, regia di Mark A.Z. Dippé (1997)
- Chinese Box, regia di Wayne Wang (1997)
- Suicide Kings, regia di Peter O'Fallon (1997)
- Il grande colpo (The Big Hit), regia di Kirk Wong (1998)
- Lulu on the Bridge, regia di Paul Auster (1998)
- Phoenix - Delitto di polizia (Phoenix), regia di Danny Cannon (1998)
- Dennis colpisce ancora (Dennis the Menace Strikes Again!), regia di Charles T. Kanganis (1998)
- Il negoziatore (The Negotiator), regia di F. Gary Gray (1998)
- College femminile (Strike!), regia di Sarah Kernochan (1998)
- La sposa di Chucky (Bride of Chucky), regia di Ronny Yu (1998)
- Attacco al potere (The Siege), regia di Edward Zwick (1998)
- Giovani diavoli (Idle Hands), regia di Rodman Flender (1999)
- Buddy Boy, regia di Mark Hanlon (1999)
- Appuntamento a tre (Three to Tango), regia di Damon Santostefano (1999)
- Bats, regia di Louis Morneau (1999)
- Pitch Black, regia di David Twohy (2000)
- Gossip, regia di Davis Guggenheim (2000)
- Titan A.E., regia di Don Bluth e Gary Goldman (2000)
- Calle 54, regia di Fernando Trueba (2000)
- Attraction, regia di Russell DeGrazier (2000)
- Pianeta rosso (Red Planet), regia di Antony Hoffman (2000)
- Double Take, regia di George Gallo (2001)
- Blow, regia di Ted Demme (2001)
- Human Nature, regia di Michel Gondry (2001)
- Lara Croft: Tomb Raider, regia di Simon West (2001)
- Danni collaterali (Collateral Damage), regia di Andrew Davis (2002)
- High Crimes - Crimini di stato (High Crimes), regia di Carl Franklin (2002)
- Below, regia di David Twohy (2002)
- Daredevil, regia di Mark Steven Johnson (2003)
- Freddy vs. Jason, regia di Ronny Yu (2003)
- Out of Time, regia di Carl Franklin (2003)
- Open Water, regia di Chris Kentis (2003)
- A testa alta (Walking Tall), regia di Kevin Bray (2004)
- The Chronicles of Riddick, regia di David Twohy (2004)
- Legends, regia di Gerald J. Godbout III (2004)
- Assault on Precinct 13, regia di Jean-François Richet (2005)
- Sin City, regia di Robert Rodriguez, Frank Miller e Quentin Tarantino (2005)
- Harsh Times - I giorni dell'odio (Harsh Times), regia di David Ayer (2005)
- Le avventure di Sharkboy e Lavagirl in 3-D (The Adventures of Sharkboy and Lavagirl 3-D), regia di Robert Rodriguez (2005)
- Goal!, regia di Danny Cannon (2005)
- The Prize Winner of Defiance, Ohio, regia di Jane Anderson (2005)
- The Fog - Nebbia assassina (The Fog), regia di Rupert Wainwright (2005)
- Æon Flux - Il futuro ha inizio (Æon Flux), regia di Karyn Kusama (2005)
- L'uomo dell'anno (Man of the Year), regia di Barry Levinson (2006)
- Bordertown, regia di Gregory Nava (2006)
- Marigold, regia di Willard Carroll (2007)
- Grindhouse - Planet Terror (Planet Terror), regia Robert Rodriguez (2007)
- The Condemned - L'isola della morte (The Condemned), regia di Scott Wiper (2007)
- Darfur Now, regia di Ted Braun (2007)
- Awake - Anestesia cosciente (Awake), regia di Joby Harold (2007)
- Rovine (The Ruins), regia di Carter Smith (2008)
- La notte non aspetta (Street Kings), regia di David Ayer (2008)
- Strafumati (Pineapple Express), regia di David Gordon Green (2008)
- Days of Wrath, regia di Celia Fox (2008)
- Unthinkable, regia di Gregor Jordan (2010)
- The Experiment, regia di Paul Scheuring (2010)
- Shark Night - Il lago del terrore (Shark Night 3D), regia di David R. Ellis (2011)
- Comics Open, regia di Paul Madden (2012)
- Riddick, regia di David Twohy (2013)

#### Televisione
- Bangkok Hilton – miniserie TV (1989)
- Psycho IV (Psycho IV: The Beginning), regia di Mick Garris – film TV (1990)
- Dune - Il destino dell'universo (Frank Herbert's Dune) – miniserie TV (2000)
- La storia di Anna Frank (Anne Frank: The Whole Story) – miniserie TV (2001)
- CSI: Miami – serie TV, 30 episodi (2002-2003)
- Eleventh Hour – serie TV, 18 episodi (2008-2009)
- The Forgotten – serie TV, 17 episodi (2009-2010)
- Dark Blue – serie TV, 19 episodi (2009-2010)
- The River – serie TV, 8 episodi (2012)
- Old School – miniserie TV, 4 episodi (2014)
- Gotham – serie TV, 22 episodi (2014-2015)